# Д-56Т
Д-56Т (Д-56ТМ) — 76,2-мм нарезная танковая пушка, являлась основным оружием легкого танка ПТ-76. Она предназначалась для уничтожения живой силы противника, подавления и уничтожения огневых средств и артиллерии противника, уничтожения танков и мотомеханизированных средств противника, а также разрушения укрытий легкого полевого типа. Пушка была разработана в 1949-1950 гг. в КБ завода № 92 под руководством главного конструктора завода А. И. Савина для опытного плавающего танка Р-39. В период отработки и постановки на серийное производство на заводе № 9 пушка имела обозначение ЛБ-76Т. При серийном производстве пушке был присвоен индекс Д-56Т.

## История
Была создана в послевоенные годы для опытного танка Р-39, в дальнейшем устанавливалась на ПТ-76.

### Бронепробитие и снаряды орудия
Пушка обеспечивала поражение бронебойным снарядом БР-354, имевшим массу 6,5 кг и начальную скорость 655 м/с, пробитие на дальности 1000 м вертикально расположенной монолитной броневой плиты толщиной 80 мм. При стрельбе из танка дальность прямого выстрела при высоте цели 2 м составляла: осколочно-фугасным снарядом — 820 м, бронебойным снарядом — 780 м, подкалиберным снарядом — 1060 м. Дульная энергия пушки составляла 1,49 МДж (152 тс·м). Клиновой с вертикальным перемещением клина и полуавтоматикой механического тина затвор обеспечивал скорострельность до 10 выстр./мин. Ствол пушки длиной 3290 мм состоял из трубы-моноблока, казенника, муфты, накладки, обоймы и бескамерного дульного тормоза реактивного типа. За счет применения гидравлического тормоза отката веретенного типа, работавшего во взаимодействии с гидропневматическим накатником и дульным тормозом, предельная длина отката не превышала 550 мм. Цилиндры тормоза отката и накатника были закреплены в обойме ствола и при выстреле откатывались вместе со стволом. Люлька — литая, обойменного типа. Спусковой механизм состоял из электроспуска и механического (ручного) спуска. Рычаг электроспуска располагался на рукоятке маховика подъемного механизма, а рычаг механического спуска — на щите ограждения пушки. Пушка была оборудована подъемным механизмом секторного типа со сдающим звеном и компенсирующим механизмом пружинного типа. Наибольший угол возвышения — 30°, склонения — 5°. При стрельбе прямой наводкой использовался телескопический шарнирный укороченный прицел ТШК-66. Наибольшая прицельная дальность стрельбы составляла 4000 м.
| назв.\обозн. | прямой выстрел по цели h=2 м | бронепробитие под углом 90о дист.=1 км | начальная скорость м/с |
| БТС БР-350Б  | 780 м                        | 65 мм                                  | 655 м/с                |
| ------------ | ---------------------------- | -------------------------------------- | ---------------------- |
| БПС БР-350П  | 1060 м                       | 90 мм                                  | 950 м/с                |
| БКС БП-350М  | 630 м                        | -                                      | -                      |
| ОФС ОФ-350   | 820 м                        | -                                      | 680 м/с                |
| ОФС О-350А   | 820 м                        | -                                      | 680 м/с                |